# Василишин Максим Романович
Василишин Максим Романович (9 листопада 2003, Львів — 18 червня 2022, с.Вірнопілля, Ізюмський район, Харківська область) — український воїн-доброволець, загинув під час російського вторгнення в Україну 2022 року.

## Життєпис
Максим Василишин народився 9 листопада 2003 року в місті Львові.
Навчався в Новороздільській ЗОШ № 5 (2010—2017) та Ліцеї №66 м. Львова (2017—2019).
Далі навчання продовжив у Львівському військовому ліцеї імені Героїв Крут (2019—2020), а потім - в Українській Академії Лідерства (2020—2021).
В 2021 році став студентом Львівського торговельно-економічного університету (2021—2022).
З першого дня війни, 24 лютого, долучився до волонтерства, записався у місцеву самооборону Львова, а 27 лютого 2022 року поїхав у Київ, захищати столицю у складі окремого загону спеціального призначення «Азов». Згодом перейшов до 49-го окремого стрілецького батальйону «Карпатська Січ» на посаду пілота БПЛА. Воював на Ізюмському напрямку, біля Барвінкового, у 93-ій окремій механізованій бригаді «Холодний Яр».
Загинув 18 червня 2022 року в с.Вірнопілля, Ізюмського району, Харківської області.
Похований 21 червня 2022 року на Личаківському військовому цвинтарі м. Львова.

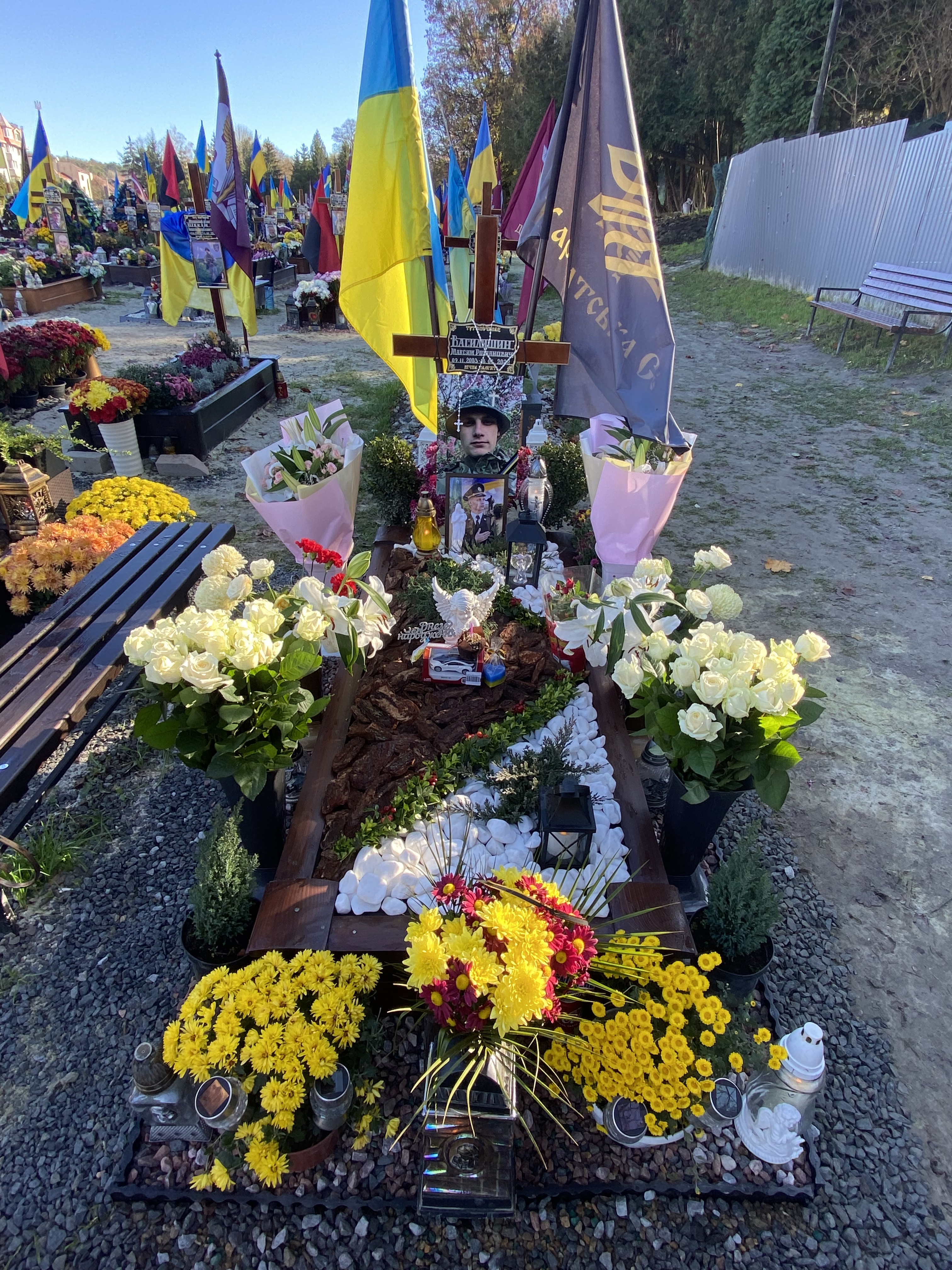
Могила Василишин Максим

Залишилися батьки та молодший брат.

## Нагороди
```
  Указом Президента України №517/2023 від 24 серпня 2023 року 
[
4
]
 за особисту мужність, виявлену у захисті державного суверенітету та територіальної цілісності України, і самовіддане виконання військового обов’язку нагороджено Василишина Максима Романовича 
орденом “За мужність” ІІІ ступеня
.
```

```
  За виняткову жертовність і героїзм, відповідно до розпорядження Львівського міського голови від 23.05.2024 року за № 199 

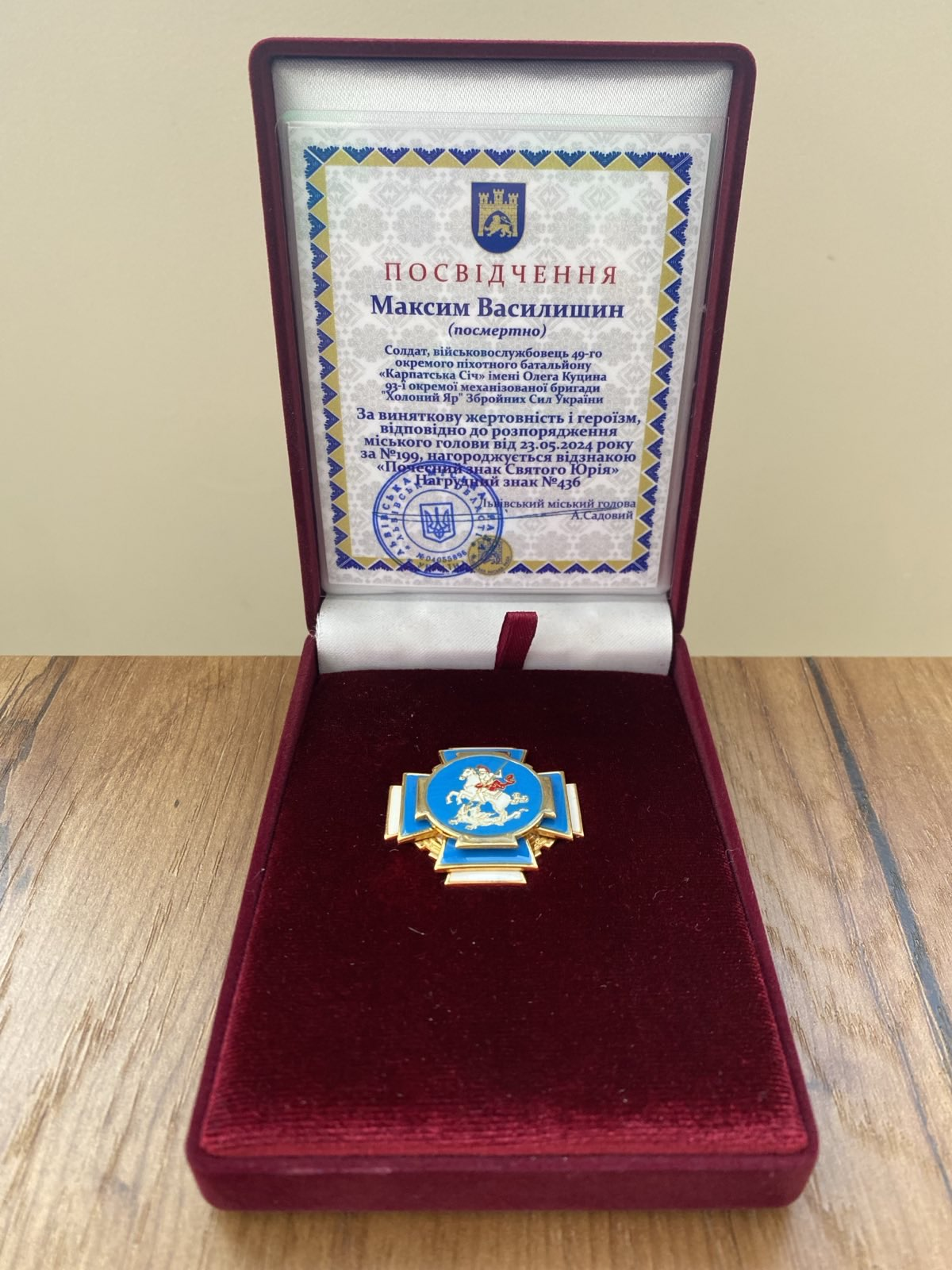

[
5
]
 відзнакою 
«Почесний знак святого Юрія»
 (посмертно) нагороджений військовослужбовець  49-го  окремого  піхотного  батальйону «Карпатська Січ» імені Олега Куцина 93-ї окремої механізованої бригади «Холодний Яр» оперативного командування «Схід» Сухопутних військ Збройних Сил України солдат Максим Василишин. Віддав життя за волю України 18 червня 2022 року у селі Вірнопілля Харківської області. Відзнаку отримали батьки Мар’яна Олегівна та Роман Богданович.
```

## Вшанування пам'яті
У пам'ять про Максима Василишина та інших Героїв м. Новий Розділ видана Книга Пам'яті Героїв Новороздільської громади.
У Львові 12 серпня 2022 року вшанували пам’ять загиблих студентів.
Василишин Максим — учасник проекту "UNISSUED DIPLOMAS".

9 листопада 2023 року у Ліцеї N.66 м. Львова відбулось відкриття меморіальної таблиці, присвяченої пам’яті випускника ліцею, Максима Василишина, який загинув, захищаючи Українську Державу від російських загарбників. Подія присвячена його "20-ти літтю". 

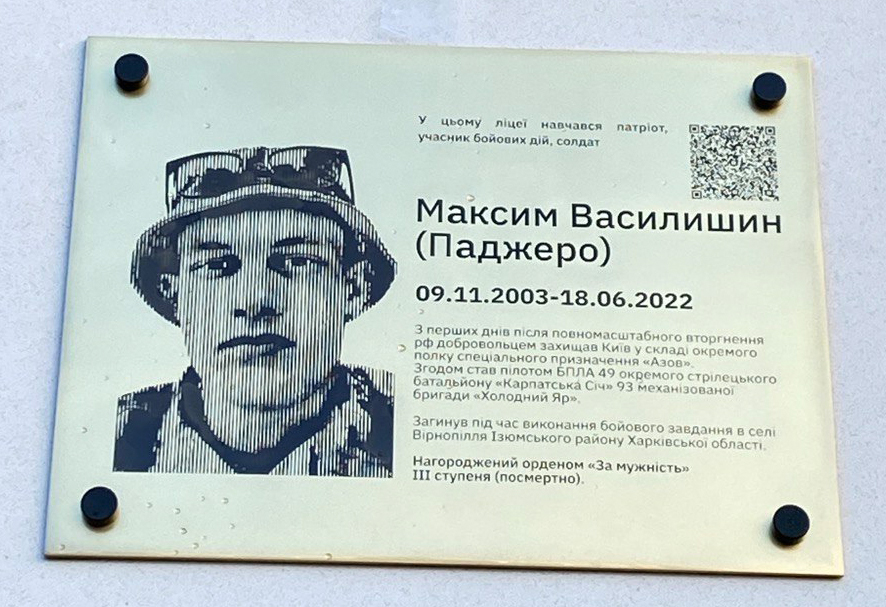
Ліцей 66. Меморіальна таблиця Максиму Василишину

## Алея пам'яті Героїв

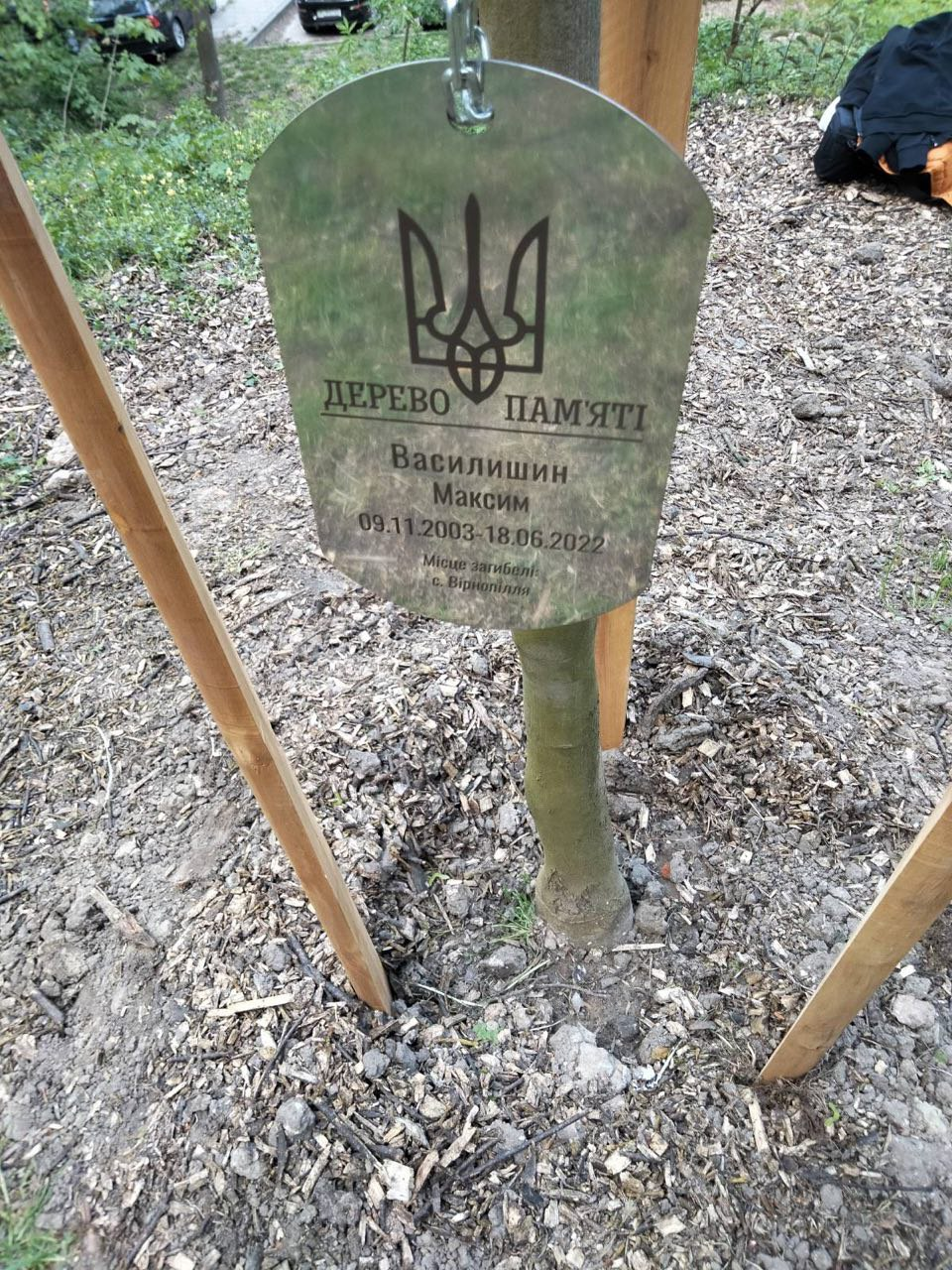
Дерево пам'яті Максима Василишина

12 травня 2023 року в парку "Залізна Вода" у Львові висадили дерева пам'яті. 8 явір-кленів – це вісім героїчних історій, які мали б інше завершення, якби не російське повномасштабне вторгнення в Україну. На кожне дерево почіплено іменний надпис у вигляді військового жетону. Біля алеї розмістили інформаційний стенд, на якому є імена та фотографії військовослужбовців. Біля кожного є QR-код, перейшовши за яким, можна прочитати про кожного з Героїв.

## Алея Героїв

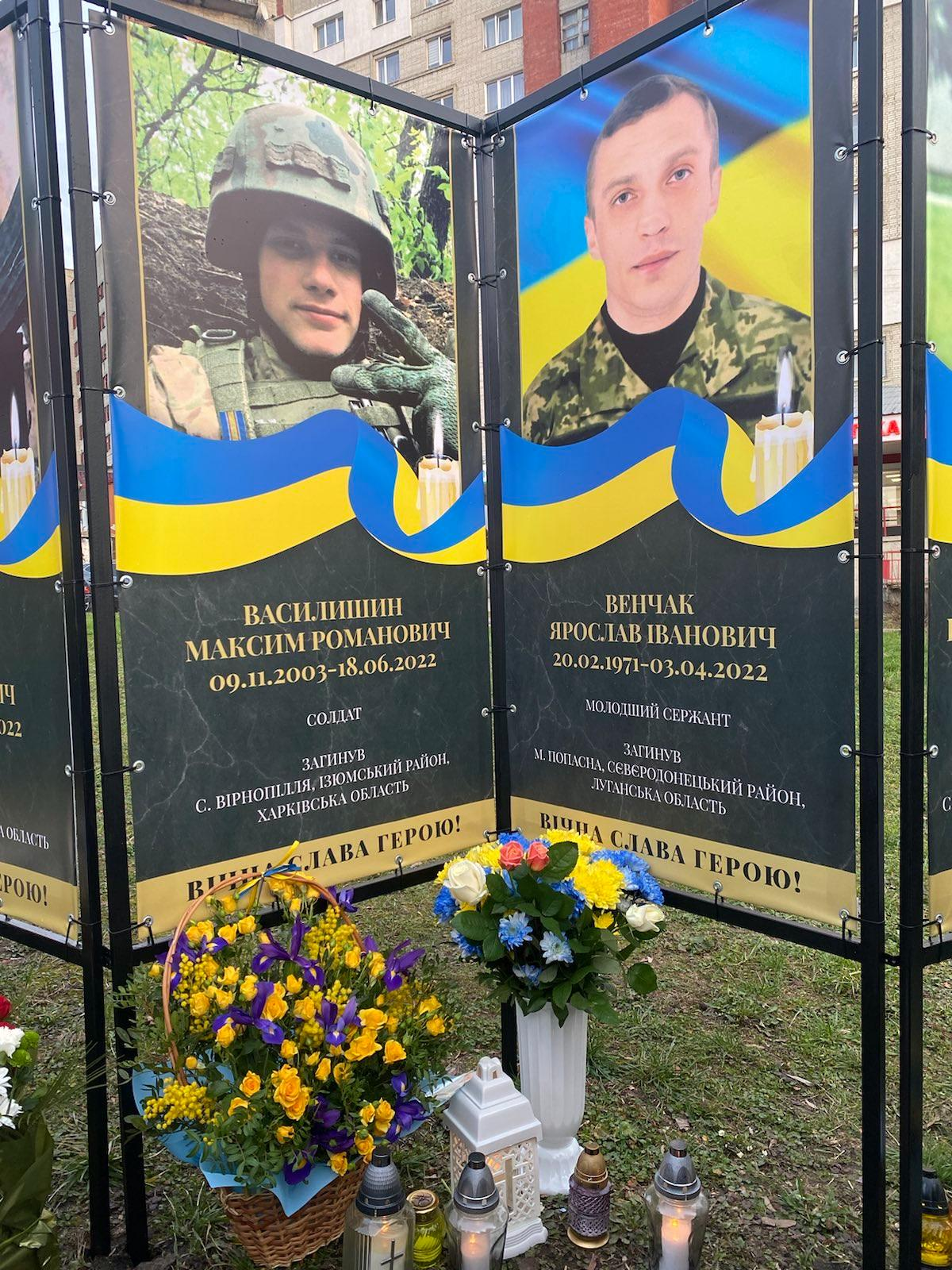
Алея Героїв у м. Новий Розділ

25 лютого 2024 року в м. Новий Розділ відкрито Алею Героїв в знак вшанування 52 воїнів новороздільчан, які віддали своє життя за Україну.

## Вечір пам'яті
04 квітня 2025 року в Гарнізонному храмі відбувся Вечір пам'яті: вшанування захисників та молоді, чиї мрії обірвала війна. На честь Максима пролунала пісня "Зродились ми великої години" у виконанні Юлі Юріної та симфонічного оркестру.